# Salvatore Cordileone
Salvatore Joseph Cordileone (San Diego, California, 5 de junio de 1956) es un obispo católico estadounidense que se desempeña como el IX arzobispo de la arquidiócesis de San Francisco desde el 27 de julio de 2012. 

## Biografía
Salvatore nació en San Diego, el 5 de juniio de 1956.

### Sacerdocio
Fue ordenado sacerdote el 9 de julio de 1982, para la diócesis de San Diego, por el obispo Leo Maher.

## Episcopado

### Obispo auxiliar de San Diego
El 5 de julio de 2002, el Papa Juan Pablo II le nombró Obispo auxiliar de la Diócesis de San Diego, asignándole la sede titular episcopal de Natchesium.
Fue consagrado obispo el 21 de agosto del obispo Robert Brom. Como co-consagrantes, actuaron Mons. Raymond Leo Burke, y Mons. Gilbert Espinosa Chávez. 

### Obispo de Oakland
El 23 de marzo de 2009, el Santo Padre Benedicto XVI le nombró IV Obispo de la Diócesis de Oakland, sucediendo a Mons. Allen Vigneron, nombrado arzobispo de Detroit.
Tomó posesión canónica de la Sede episcopal en la Catedral de Oakland el 5 de mayo siguiente.

### Arzobispo de San Francisco
El 27 de julio de 2012, el Santo Padre Benedicto XVI le nombró Arzobispo metropolitano de la Arquidiócesis de San Francisco.
El nombramiento de Cordileone y la aceptación de la renuncia de su predecesor, George Niederauer, fueron anunciadas en Washington por el arzobispo Carlo Maria Viganò, Nuncio apostólico en Estados Unidos.
El arzobispo Cordileone se instaló en la Catedral de Santa María de la Asunción, en San Francisco, el 4 de octubre de 2012.co.
El 29 de junio de 2013, en la Solemnidad de los Santísimos Apóstoles Pedro y Pablo, recibió el palio arzobispal de manos del Papa Francisco en la Basílica de San Pedro.